# 魯晶晶
魯晶晶（1989年5月5日—）是中國女子网球运动员，她在8岁时受母亲影响开始练习网球。2018年1月15日，她达到个人职业生涯最高WTA单打世界排名第159名。她的最高WTA双打世界排名则是第105名，于2009年9月21日达成。